# Aura at College Park
Aura at College Park (známý také jako Aura) je obytný mrakodrap v kanadském městě Toronto. S výškou 272 m je 4. nejvyšší budovou města a Kanady.
Výstavba začala v lednu 2010 a dokončena byla v roce 2014. Budova byla navržena architekty ze společnosti Graziani + Corazza. Po dokončení se stala nejvyšší obytnou budovou země a druhou nejvyšší obytnou budovou Severní Ameriky (hned po One57). V budově je 78 nadzemních a 6 podzemních pater. Celková podlahová plocha budovy je 110 180 m2 a nachází se v ní 934 bytových jednotek.